# Marian Łącz
Marian Mikołaj Łącz (5 tháng 12 năm 1921 - 2 tháng 8 năm 1984) là cựu cầu thủ bóng đá người Ba Lan, chơi ở vị trí tiền đạo. Sau khi giải nghệ, ông chuyển sang làm diễn viên sân khấu và điện ảnh.

## Bóng đá
Łącz sinh ra ở Rzeszów. Ông ban đầu đá trong đội bóng địa phương mang tên Resovia Rzeszów. Chiến tranh thế giới 2 bùng nổ đã khiến sự nghiệp bóng đá của ông bị gián đoạn cho đến năm 1944. Năm 1946, ông chuyển đến Gdańsk để chơi cho CLB Lechia Gdańsk. Ngày 9 tháng 9 năm 1945, ông lần đầu ra trận trong trận đấu giữa Lechia Gdańsk với WKS 16 Dyw. Lechia Gdańsk giành chiến thắng 9-1. Ông tham gia CLB Lechia Gdańsk được 6 tháng, trong thời gian đó ông có 10 lần ra sânm ghi được 25 bàn thắng, ghi sáu hat-trick trong 10 trận đấu và kết thúc với tư cách là cầu thủ ghi bàn xuất sắc nhất của câu lạc bộ trong mùa giải.
Năm 1950, Łącz chuyển đến Warszawa để gia nhập Polonia Warszawa theo học tại Học viện Quốc gia Aleksander Zelwerowicz. Trong khi khoác áo Polonia, ông một lần nữa thể hiện năng lực ghi bàn của mình, trở thành cầu thủ ghi bàn hàng đầu của câu lạc bộ vào các năm 1951 và 1952. Ông giải nghệ để tập trung vào sự nghiệp diễn xuất của mình vào năm 1956.

## Diễn xuất
Ông bắt đầu diễn xuất vào năm 1945, biểu diễn trong nhà hát Rzeszów.  Ông từ giã sự nghiệp diễn xuất vào năm 1981.

## Đời sống riêng tư
Cha ông là một sĩ quan quân đội và mẹ ông làm việc tại nhà hát.